# Kladeruby
Kladeruby (in tedesco Kladrub) è un comune della Repubblica Ceca facente parte del distretto di Vsetín, nella regione di Zlín.